# Acanthaster planci
La stella corona di spine (Acanthaster planci (Linnaeus, 1758)) è una stella marina appartenente alla famiglia Acanthasteridae.
È provvista di spine velenifere e talvolta è responsabile di invasioni molto distruttive ai danni della barriera corallina.
È una stella marina di grosse dimensioni, dotata di grandi aculei su tutto il corpo, utilizzati a scopo difensivo. Può raggiungere i 60 cm di diametro ed è provvista di 12-19 braccia disposte attorno ad un disco centrale largo ed appiattito. Il suo colore può variare dal verde al blu, al rosa, al rosso, al viola, o tendere al nero. Il corpo può presentarsi a tinta unita come pure di diversi colori, ma i papuli respiratori retrattili localizzati sulla faccia superiore sono sempre di colore rosso. È in grado di muoversi ad una velocità massima di 20 m/h.
La puntura delle spine velenose provoca un dolore che può durare anche quattro ore, oltre a nausea e vomito. Molto spesso la regione circostante al punto di contatto è soggetta a fenomeni come eritema e gonfiore, che possono durare anche diversi giorni.

## Biologia

### Alimentazione
La specie si nutre esclusivamente di coralli, nei confronti dei quali ha un enorme potenziale distruttivo.
Si tratta di un predatore aggressivo e relativamente rapido, che si nutre arrampicandosi sulle pareti della barriera corallina, dove estroflette lo stomaco sui polipi, rilasciando enzimi digestivi e assorbendo i tessuti organici liquefatti. Un unico esemplare è in grado di distruggere fino a 6 metri quadrati di corallo in un anno. Una barriera corallina in buono stato è in grado di resistere a 20-30 esemplari di A. planci per ettaro, ma questo numero è ormai largamente superato in molte zone dell'Indonesia, in particolare nel nord, nel grande Sulawesi e nelle Molucche.
In origine erano predatori esclusivamente notturni, ma nei periodi delle grandi invasioni si nutrono anche durante il giorno.

### Riproduzione

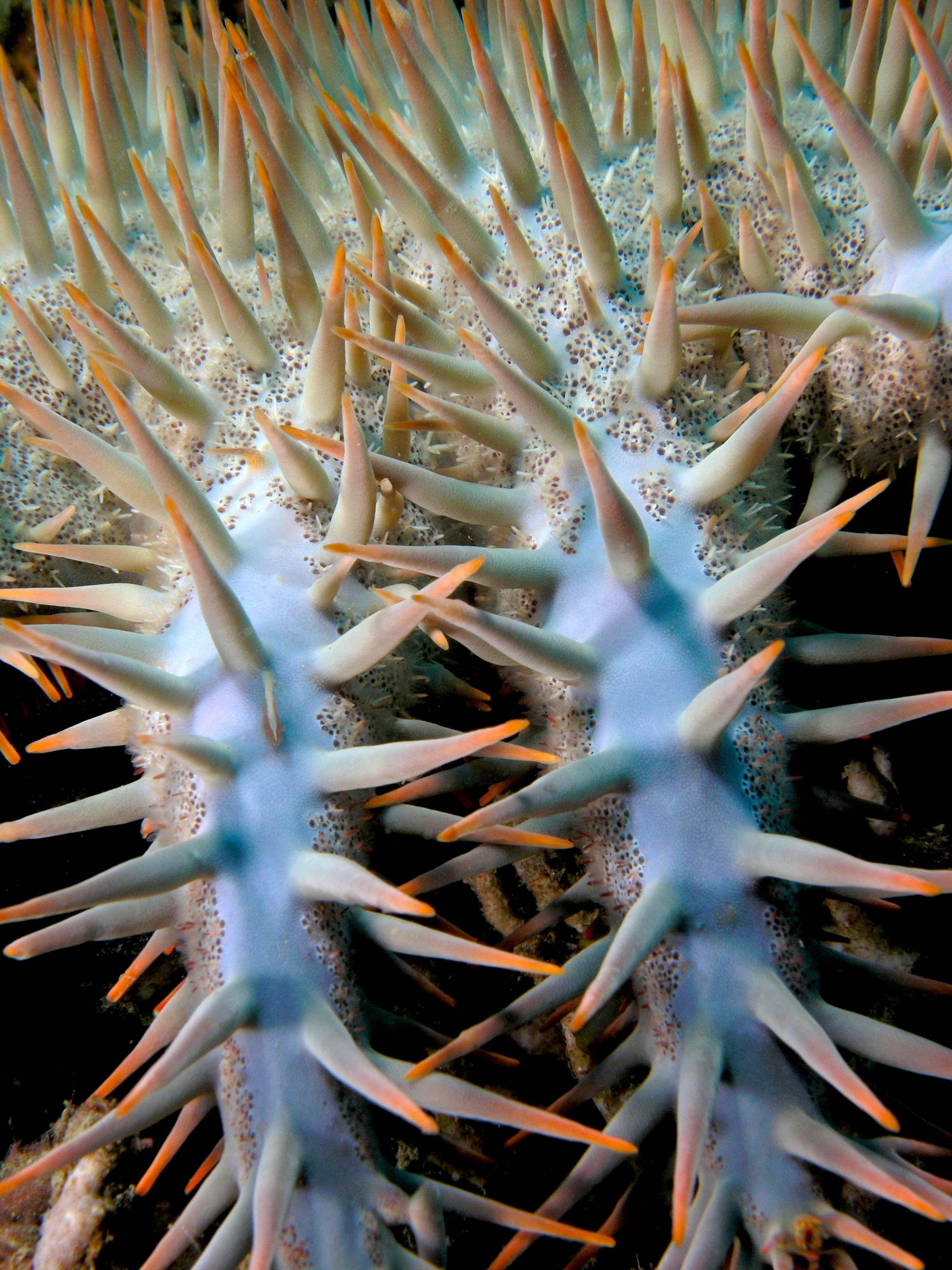
Particolare delle spine.

La popolazione di questa specie di stella marina è notevolmente aumentata rispetto agli anni settanta del XX secolo. L'aumento inspiegato delle grandi invasioni è in parte responsabile del declino dei coralli sulla Grande Barriera Corallina e in Indonesia. La proliferazione di questi predatori nel Triangolo dei coralli dell'Oceano Pacifico, regione particolarmente importante per la biodiversità marina, ha seriamente preoccupato i biologi marini, dal momento che in questa zona si concentrano tre quarti delle specie marine del mondo, di cui oltre 600 specie diverse di corallo.
Sono state avanzate alcune teorie riguardo all'esplosione demografica di A. planci, e il dibattito nel mondo scientifico in merito a tale argomento è aperto.
Le possibili spiegazioni sono le seguenti:
- la pesca eccessiva o la diminuzione del numero di predatori come Charonia tritonis, un mollusco gasteropode ricercato dai turisti per le sue belle conchiglie. Questa ipotesi appare però poco probabile, vista la debole predazione subita da A. planci da parte di questo Tritone, che è sempre stato un animale a bassa diffusione e non privilegia specificamente questa preda. Anche gli altri predatori potenziali non sembrerebbero ricercare attivamente o spesso questa stella di mare. Inoltre, la maggior parte delle specie predatrici non sono soggette a pesca intensiva;
- il risultato di un ciclo naturale legato alla velocità di riproduzione di questi animali. Tale teoria si basa sul fatto che la Grande Barriera Corallina in Australia subì un'invasione di A. planci negli anni settanta e ottanta del XX secolo, e che le tracce di invasioni più antiche sono state confermate dagli studi geologici[2]. Questo spiegazione viene tuttavia contestata dal fatto che, all'epoca delle recenti grandi invasioni, la frequenza e la capacità di distruzione delle colonie era nettamente superiore alla capacità di resistenza degli scogli corallini, che dunque non sarebbero mai esistiti se delle tali invasioni fossero state un fenomeno "naturale". All'epoca l'Australia rispose in modo efficace tramite campagne di prelievo (privato e pubblico), mentre l'Indonesia attualmente non ha ancora attivato iniziative sufficienti per controllare la situazione;
- l'inquinamento chimico provocato dai grandi agglomerati urbani ed agricoli. Queste emissioni potrebbero intossicare la micro-fauna predatrice delle larve di A. planci a causa dei pesticidi, oppure provocare una fioritura algale a causa dei concimi. Questi ultimi permetterebbero alle larve, voraci, un maggior nutrimento e quindi di accelerare la propria crescita e di ottimizzare le probabilità di sopravvivenza. In altri termini: un aumento delle alghe, dovuto all'inquinamento agricolo, che perturberebbe la catena alimentare. Questa argomentazione, attualmente dominante, è invece contestata dal fatto che tale fenomeno dovrebbe riguardare parallelamente altre specie, ma non ci sono evidenze di questo. Tuttavia poche specie hanno all'età adulta un cibo tanto abbondante e disponibile come il corallo, e per giunta con una pressione predatoria tanto trascurabile;
- altro argomento per spiegare l'aumento della frequenza di queste invasioni sarebbe la cattiva salute dello stesso corallo. Queste stelle marine individuano infatti il proprio cibo tramite segnali chimici, ed il corallo "stressato" emetterebbe particolari segnali in grado di attirare maggiormente le A. planci[3]. Inoltre, in un ambiente naturale in cattiva salute, altri fattori possono favorire l'aumento di questa stella di mare, come ad esempio l'assenza di simbionti protettivi del corallo oppure una debole biodiversità di quest'ultimo, o ancora una debole densità in nematocisti sui polipi corallini.

### Impatto sulla barriera corallina
Gli effetti delle invasioni di Acanthaster planci sulla barriera corallina sono molteplici. Uno studio della rete Reef Check condotto su circa 400 km di lunghezza del terzo mediano della Grande Barriera Corallina ha dimostrato che, a otto-nove anni dall'inizio di un'invasione, il 60% della barriera risultava intaccato, soprattutto nella superficie esterna, e il 10% era stato completamente decimato; il tasso di copertura corallina in alcune zone è passato dal 78% al 2% in sei mesi. Secondo uno studio del 2013, queste stelle di mare costituirebbero la principale causa di mortalità del corallo in Indonesia, con un tasso di mortalità che supera il 50% in numerosi siti studiati.

## Distribuzione e habitat
La specie è segnalata in prossimità delle barriere coralline in Nuova Zelanda (Isole Kermadec), a Palau, nell'Oceano Indiano (Aldabra, Isole Mascarene, Maldive), nel Mar Rosso, lungo le coste dell'Africa (Kenya, Tanzania, Mozambico, Madagascar, Mauritius, Seychelles, Sudafrica), oltre che nel Pacifico orientale

## Galleria d'immagini

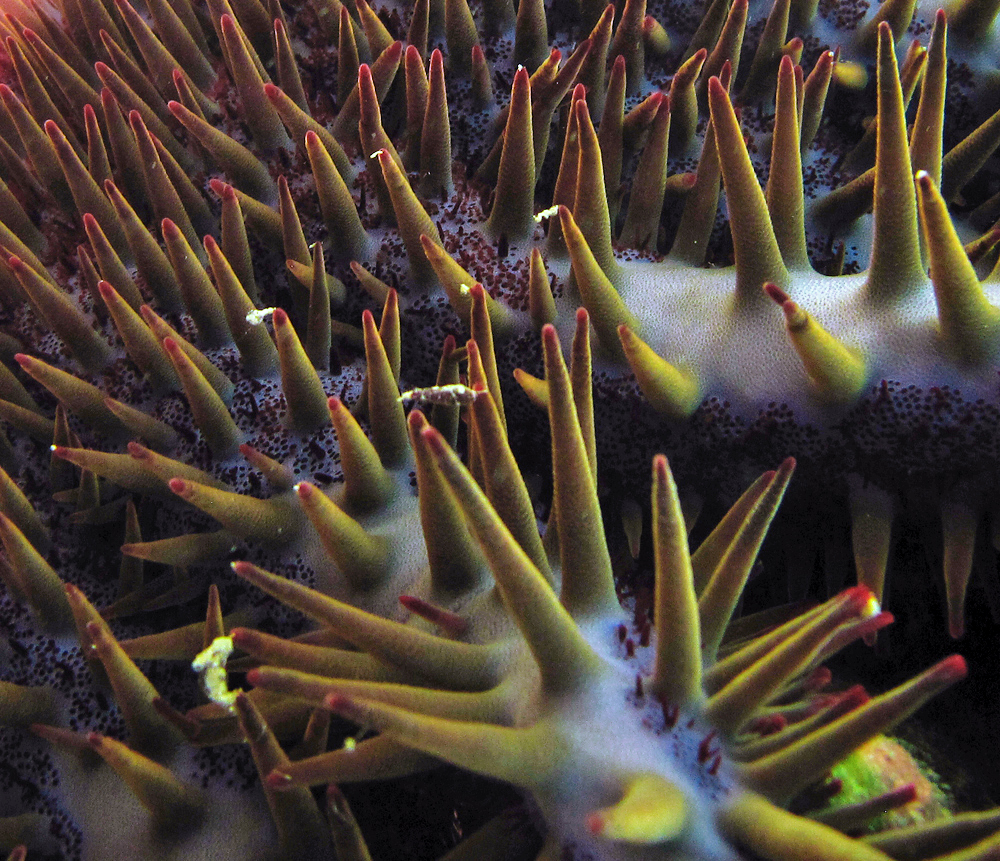
Dettaglio delle spine
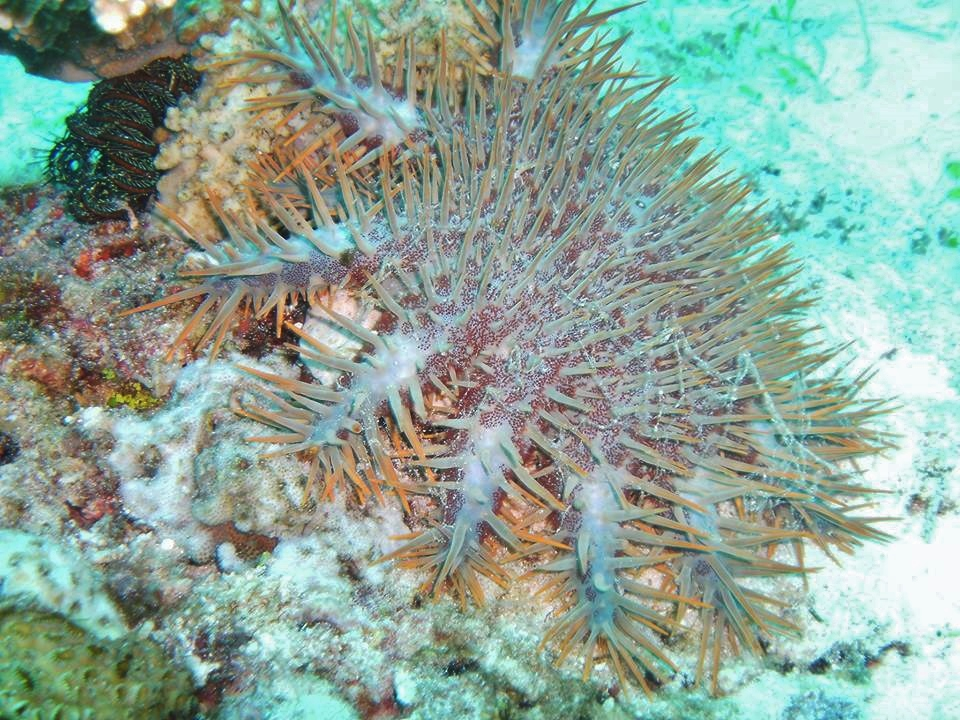
A Balicasag Island, Filippine
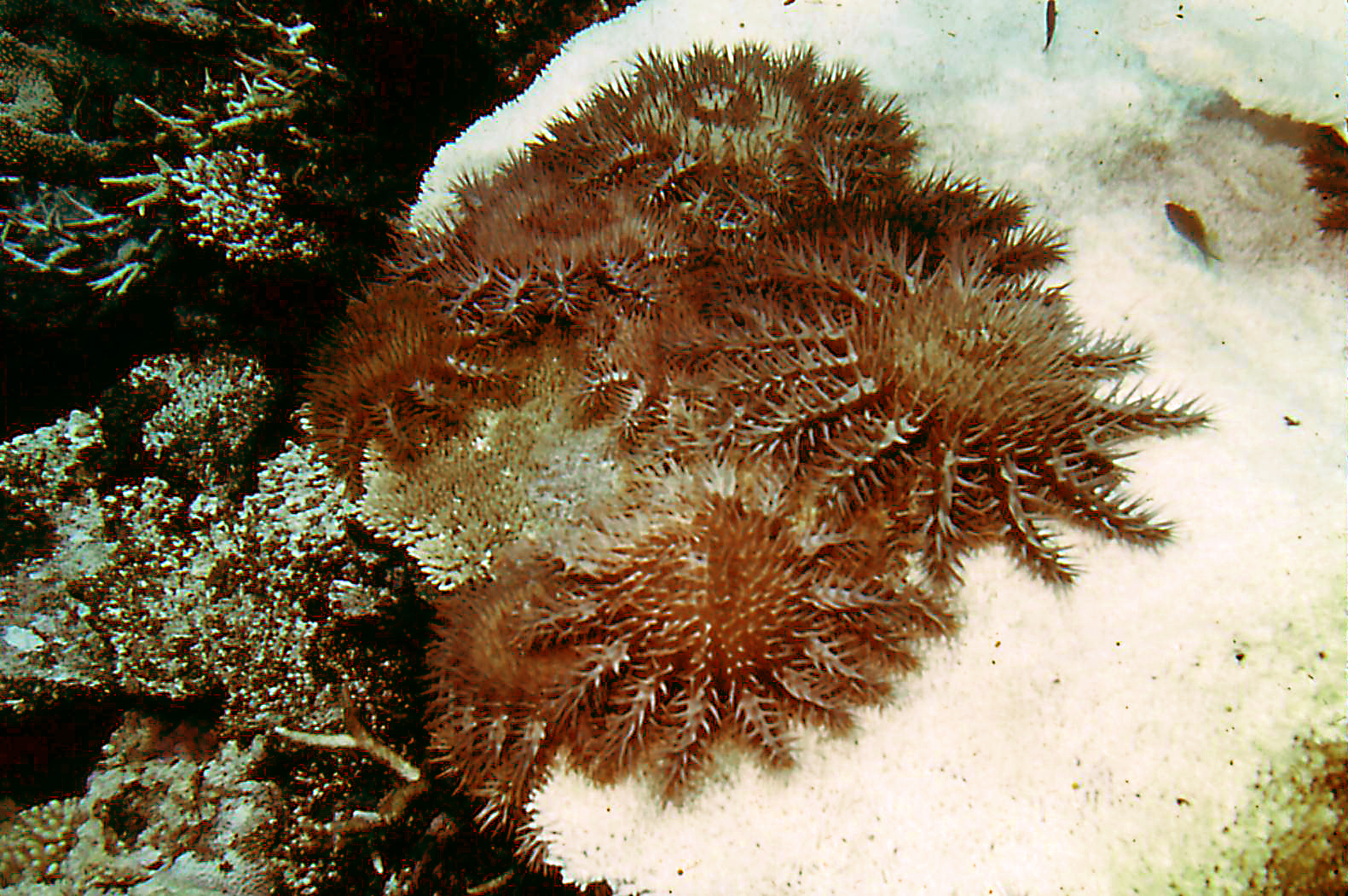
In Australia
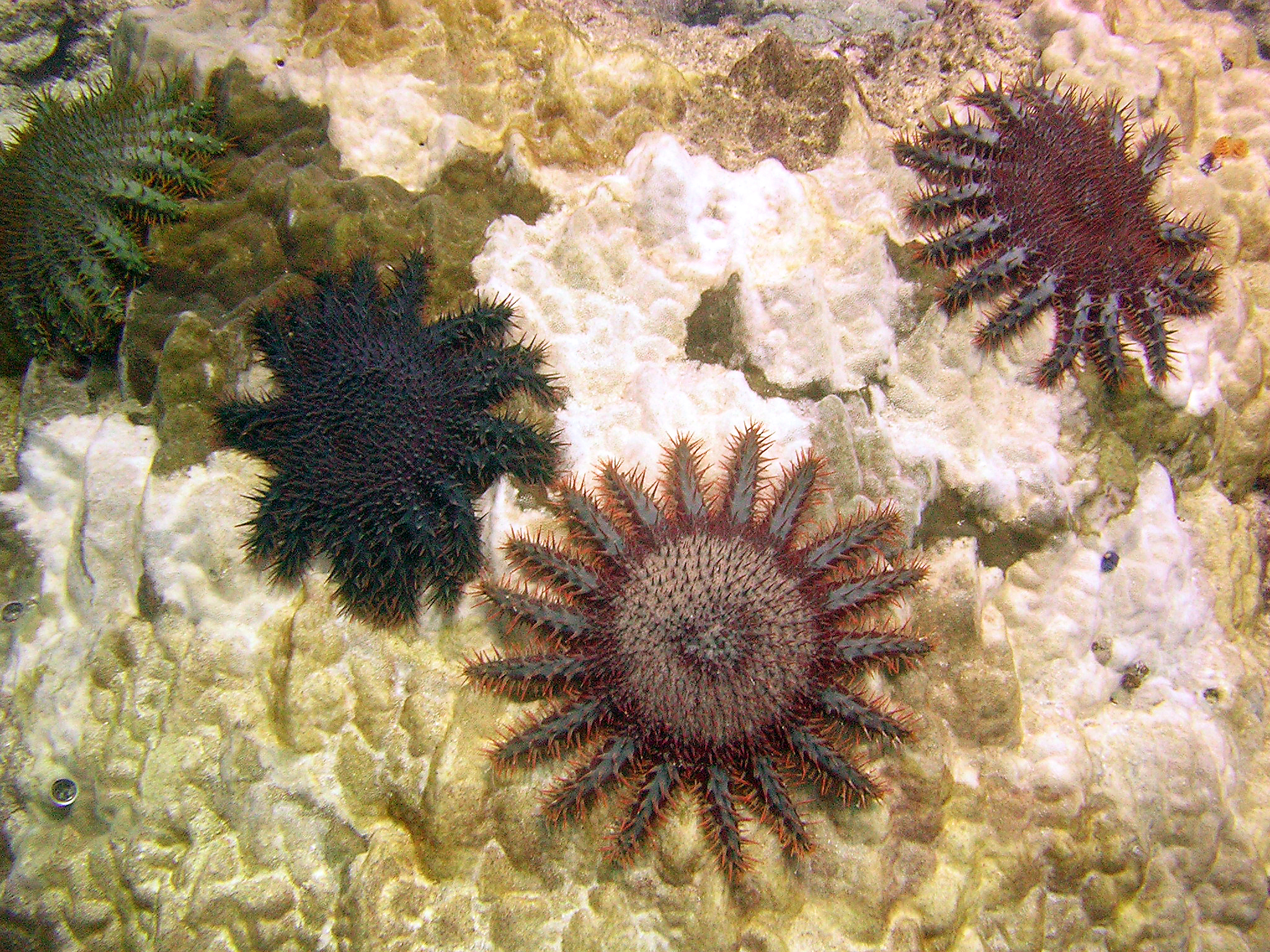
In Polinesia
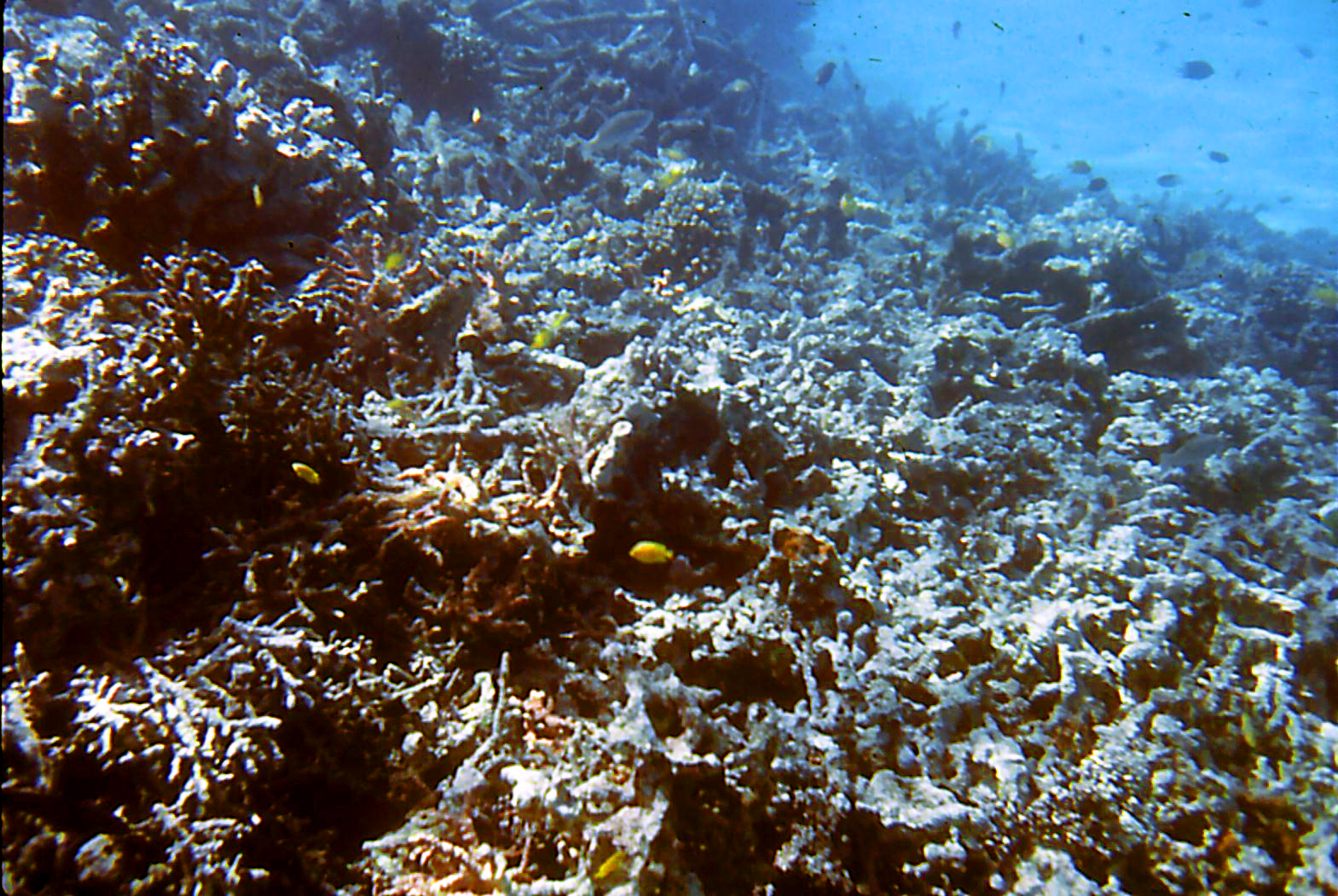
Barriera corallina danneggiata da un'invasione di A. planci seguita da una tempesta